# Sea Lion Island
Sea Lion Island är en ö i territoriet Falklandsöarna (Storbritannien). Den ligger i den centrala delen av landet. Arean är 1,7 kvadratkilometer.
Terrängen på Sea Lion Island är mycket platt. Öns högsta punkt är 14 meter över havet. Ön sträcker sig 1,8 kilometer i nord-sydlig riktning, och 1,9 kilometer i öst-västlig riktning. På Sea Lion Island finns hed och gräsmarker.